# Ngerumtoi
Ngerumtoi (auch: Narumutai, Omebael) ist eine Insel im Inselstaat Palau im Pazifischen Ozean.

## Geographie
Die Insel im Gebiet des administrativen Staates Airai (d. h. ein Verwaltungsgebiet) liegt in Verlängerung von Ngerduais an der Südostecke von Babeldaob. Die Küstenlinie ist durch Mangrovenbestand und die zerklüftete Struktur der ehemaligen Riffkrone geprägt. Die Insel ist dicht bewaldet und unbewohnt.